# 中浦和駅

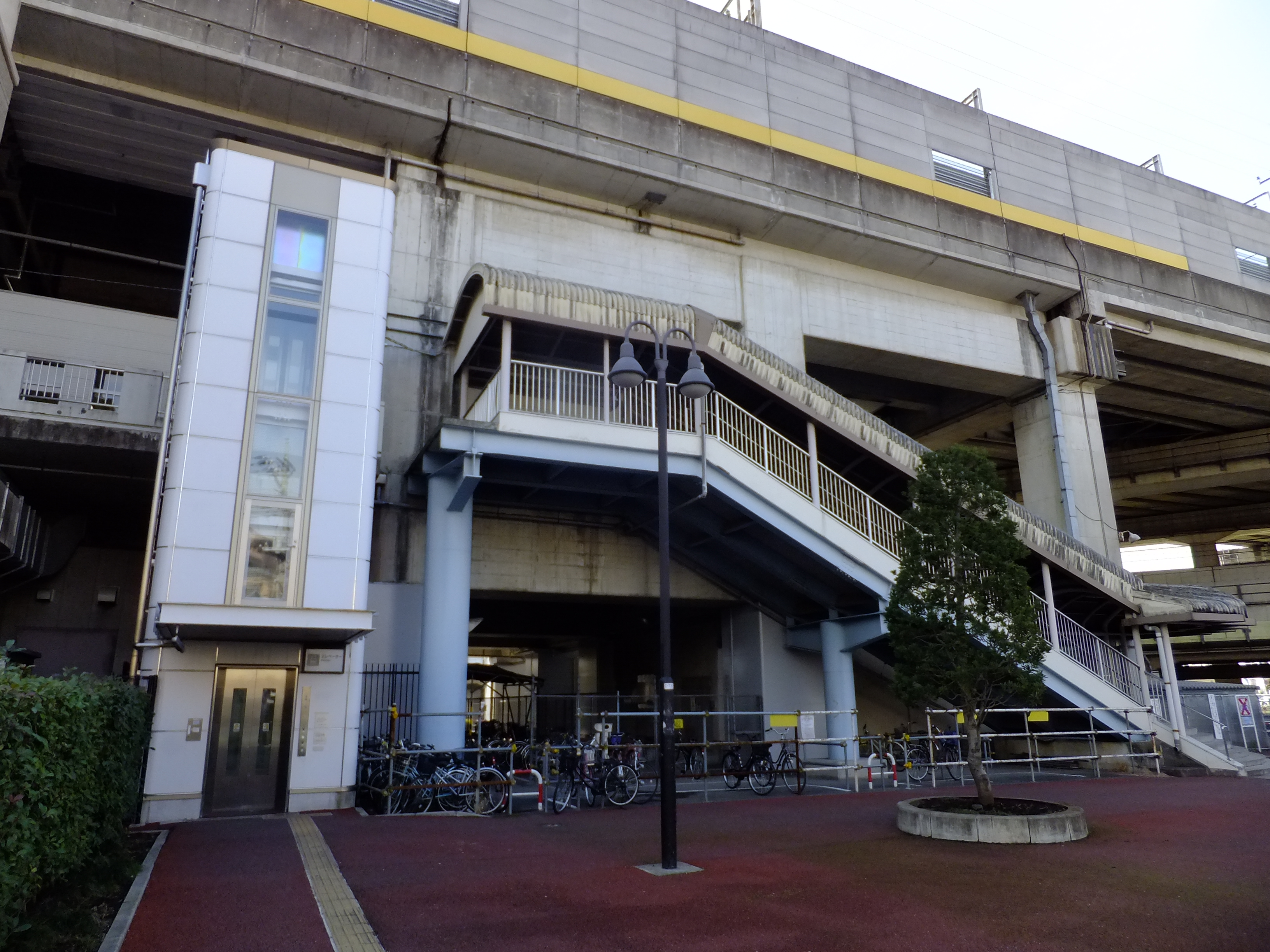
東口（2015年2月）

中浦和駅（なかうらわえき）は、埼玉県さいたま市南区鹿手袋一丁目にある、東日本旅客鉄道（JR東日本）の駅である。駅番号はJA 22。
当駅に乗り入れている路線は、線路名称上は東北本線（支線）であるが、運転系統上は埼京線として案内される。

## 歴史
- 1985年（昭和60年）9月30日：国鉄の駅として開業[2]。
- 1987年（昭和62年）4月1日：国鉄分割民営化に伴い、東日本旅客鉄道（JR東日本）の駅となる[2]。
- 1993年（平成5年）8月3日：自動改札機を設置し、供用開始[3]。
- 2001年（平成13年）11月18日：ICカード「Suica」の利用が可能となる[広報 1]。
- 2007年（平成19年）10月31日：みどりの窓口の営業を終了。
- 2019年（令和元年）11月30日：ダイヤ改正により、快速電車の停車駅となる[4]。

## 駅構造
島式ホーム1面2線を持つ高架駅である。
武蔵浦和駅が管理を行うJR東日本ステーションサービスによる業務委託駅である。ただし、お客さまサポートコールシステムが導入されており、早朝および一部の日中時間帯は遠隔対応のため改札係員は不在となる。
改札口は1か所あり、自動改札機が設置されている。自動券売機、指定席券売機が改札口左手に設置されている。なお、みどりの窓口は指定席券売機の設置に伴い、2007年（平成19年）10月31日をもって閉鎖された。
エスカレーターは駅西口 - 改札口に1機、駅東口 - 改札口に1機（新築中）、大宮方向の改札内 - ホームに1機設置されている。エレベーターは改札内 - ホームに1機、駅東口に1機設置されている。
トイレは男女とも改札内に1か所あり、車椅子用のものもある。
駅の直下を「むさしの号」・「しもうさ号」が経由する武蔵野貨物線が通り、付近に別所信号場が設けられているが、当駅とは別施設であり、ホームも設置されていない。
当駅は、高架駅という構造もあり、特に冬の晴れた日には富士山を容易に確認することができる。

### のりば
| 番線 | 路線   | 方向 | 行先                                     |
| ---- | ------ | ---- | ---------------------------------------- |
| 1    | 埼京線 | 南行 | 池袋・新宿・大崎・りんかい線・相鉄線方面 |
| 1    | 埼京線 | 上り | 池袋・新宿・大崎・りんかい線・相鉄線方面 |
| 2    | 埼京線 | 北行 | 大宮・川越方面                           |
| 2    | 埼京線 | 下り | 大宮・川越方面                           |

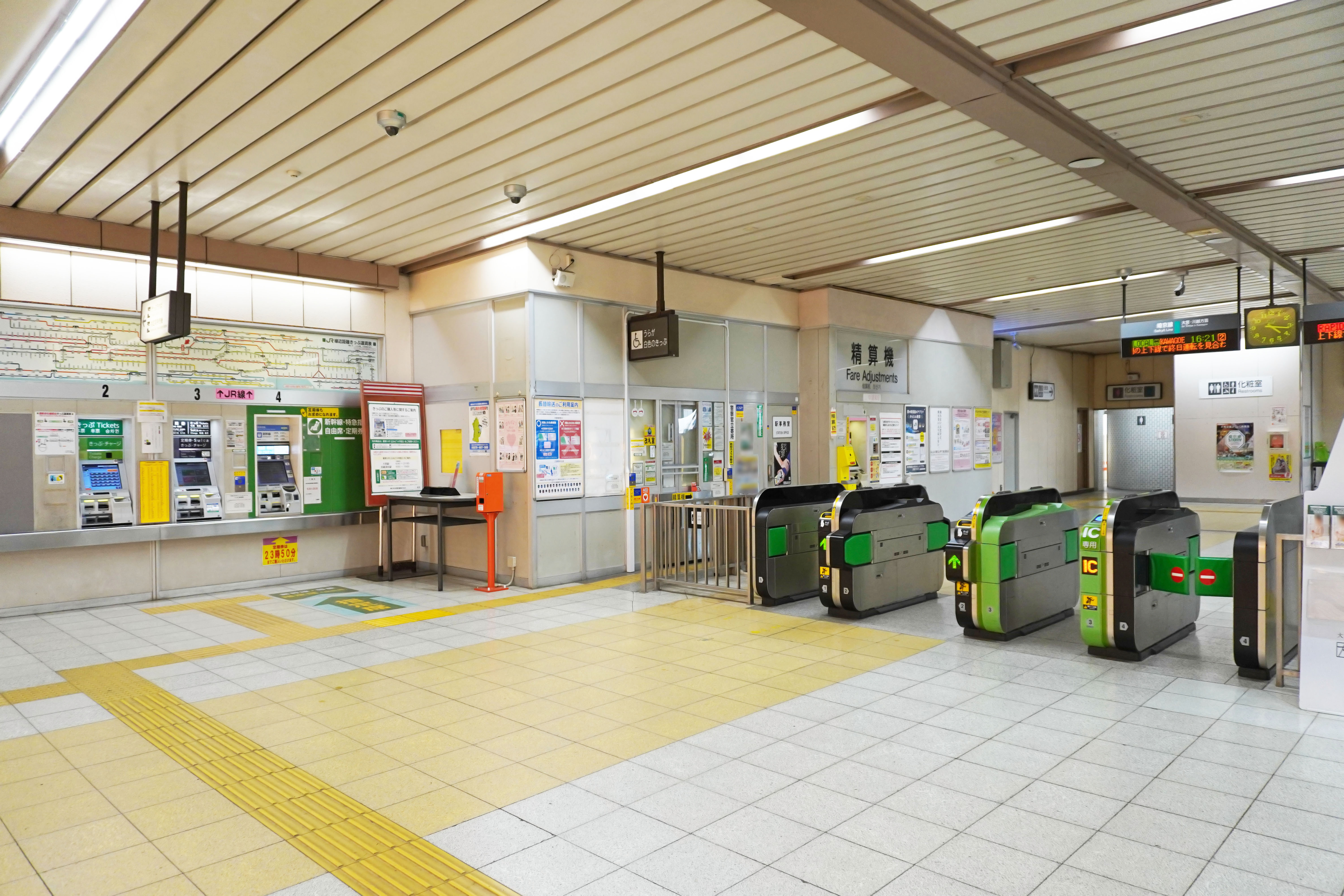
改札口（2023年1月）
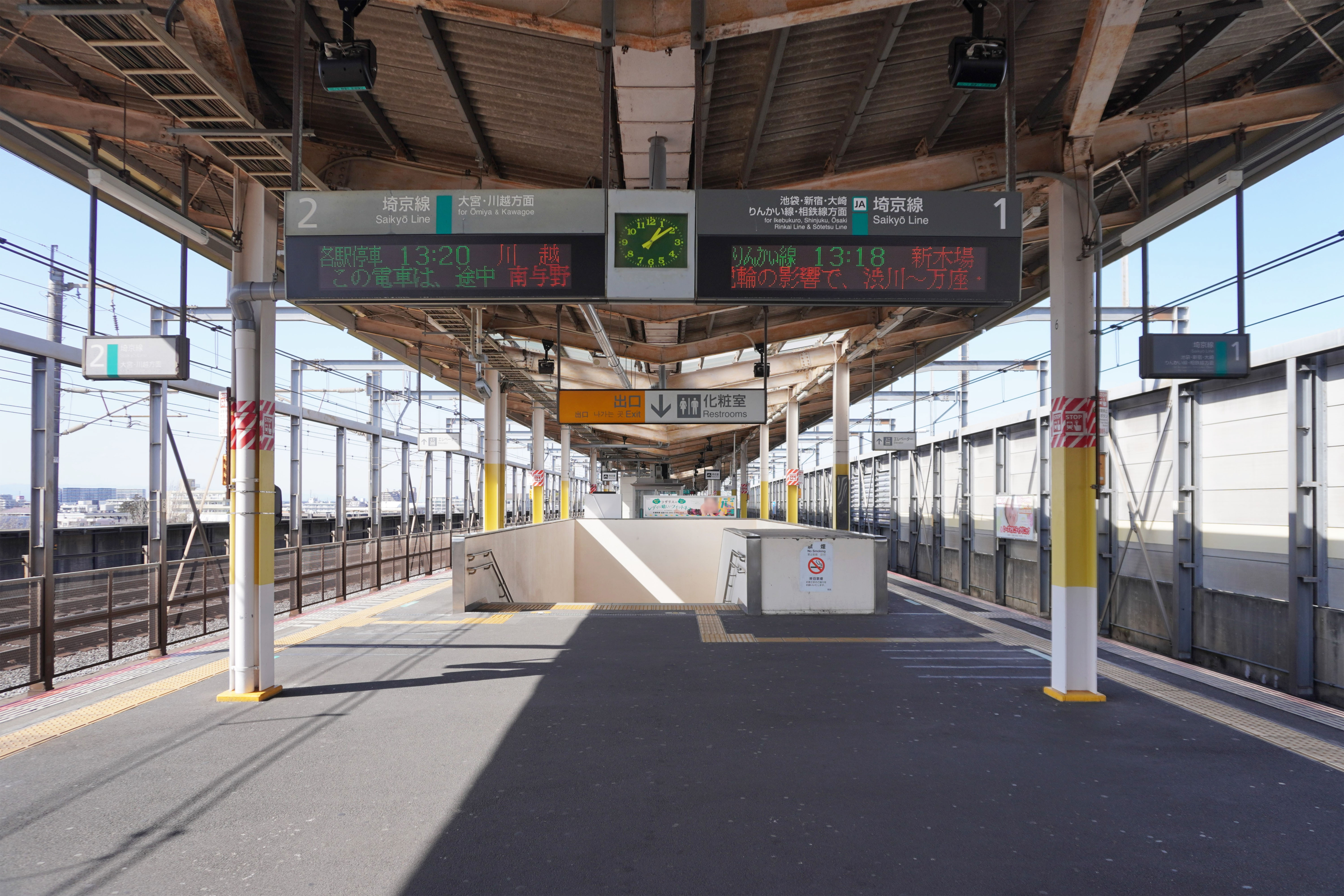
ホーム（2024年2月）

### ステーションカラー
1985年9月30日開業の埼京線の各駅（北赤羽駅 - 北与野駅間）には駅ごとに色が付けられ、現在も引き継がれている。当駅のカラーはカナリアイエロー（■）である。

## 利用状況
2023年度（令和5年度）の1日平均乗車人員は12,499人である。
JR東日本および埼玉県統計年鑑によると、開業以降の1日平均乗車人員の推移は以下の通り。
| 年度               | 1日平均 乗車人員 | 出典     |
| ------------------ | ---------------- | -------- |
| 1985年（昭和60年） | 3,229            |          |
| 1986年（昭和61年） | 3,848            |          |
| 1987年（昭和62年） | 6,165            |          |
| 1988年（昭和63年） | 6,961            |          |
| 1989年（平成元年） | 7,745            |          |
| 1990年（平成02年） | 8,388            |          |
| 1991年（平成03年） | 8,902            |          |
| 1992年（平成04年） | 9,304            |          |
| 1993年（平成05年） | 9,536            |          |
| 1994年（平成06年） | 9,723            |          |
| 1995年（平成07年） | 10,197           |          |
| 1996年（平成08年） | 10,686           |          |
| 1997年（平成09年） | 10,780           |          |
| 1998年（平成10年） | 10,996           |          |
| 1999年（平成11年） | 10,804           | [ * 1 ]  |
| 2000年（平成12年） | 10,778           | [ * 2 ]  |
| 2001年（平成13年） | 10,898           | [ * 3 ]  |
| 2002年（平成14年） | 11,112           | [ * 4 ]  |
| 2003年（平成15年） | 11,203           | [ * 5 ]  |
| 2004年（平成16年） | 11,241           | [ * 6 ]  |
| 2005年（平成17年） | 11,399           | [ * 7 ]  |
| 2006年（平成18年） | 11,691           | [ * 8 ]  |
| 2007年（平成19年） | 11,794           | [ * 9 ]  |
| 2008年（平成20年） | 12,005           | [ * 10 ] |
| 2009年（平成21年） | 12,176           | [ * 11 ] |
| 2010年（平成22年） | 12,214           | [ * 12 ] |
| 2011年（平成23年） | 12,111           | [ * 13 ] |
| 2012年（平成24年） | 12,347           | [ * 14 ] |
| 2013年（平成25年） | 12,497           | [ * 15 ] |
| 2014年（平成26年） | 12,556           | [ * 16 ] |
| 2015年（平成27年） | 12,843           | [ * 17 ] |
| 2016年（平成28年） | 13,034           | [ * 18 ] |
| 2017年（平成29年） | 13,245           | [ * 19 ] |
| 2018年（平成30年） | 13,340           | [ * 20 ] |
| 2019年（令和元年） | 13,537           | [ * 21 ] |
| 2020年（令和02年） | 10,730           | [ * 22 ] |
| 2021年（令和03年） | 11,213           |          |
| 2022年（令和04年） | 11,849           |          |
| 2023年（令和05年） | 12,499           |          |

備考
1. ↑  1985年9月30日開業。開業日から翌年3月31日までの183日間を集計したデータ。

## 駅周辺
「中」浦和という名前の通り、埼京線における旧浦和市中心部への最寄り駅として設置され、志木県道上のバス停とを結ぶペデストリアンデッキ、エスカレーターの増設や駅ビルの設置に対応した駅構造からもそれを伺うことができるが、実際には埼京線開業後、当駅に代わって武蔵浦和駅が発展を遂げることとなった。なお、駅ビル予定地は駅1階部分のみ、ボウリング場の浦和スプリングレーンズとして供用されている。
埼玉県庁舎やさいたま市役所、商業・業務地区のある国道17号、旧中山道付近からは西に離れた場所にあり、付近は閑静な住宅街となっている。浦和の中心部は駅ホームから東側に望むことができ、また路線バスによって結ばれている。駅北側には南区と桜区との境界線がある。
- プラザホテル浦和
  - 浦和スプリングレーンズ（1階）
- 別所沼公園
- 埼玉県庁
- さいたま市役所
- さいたま市浦和区役所
- さいたま地方裁判所
- さいたま商工会議所
- 埼玉県立文書館
- さいたま市消防局
- さいたま市浦和消防署
- 埼玉県警察本部
- 埼玉県浦和警察署
- 自衛隊埼玉地方協力本部
- テレビ埼玉
- NHKさいたま放送局
- 埼玉建産連会館
- 埼玉大学教育学部附属中学校
- 埼玉大学教育学部附属小学校
- さいたま市立浦和別所小学校
- さいたま市立土合小学校
- 西堀高沼公園
- 内木酒造
- 鴻沼川
- 埼玉県立浦和工業高等学校
- 創価学会埼玉文化会館
- 浦和鹿手袋郵便局（一時閉鎖[6]）
  - 日本郵便の開局情報によれば「一時閉鎖」とされているが、実際には建物は取り壊されており、跡地には住宅が建設されている[7]。

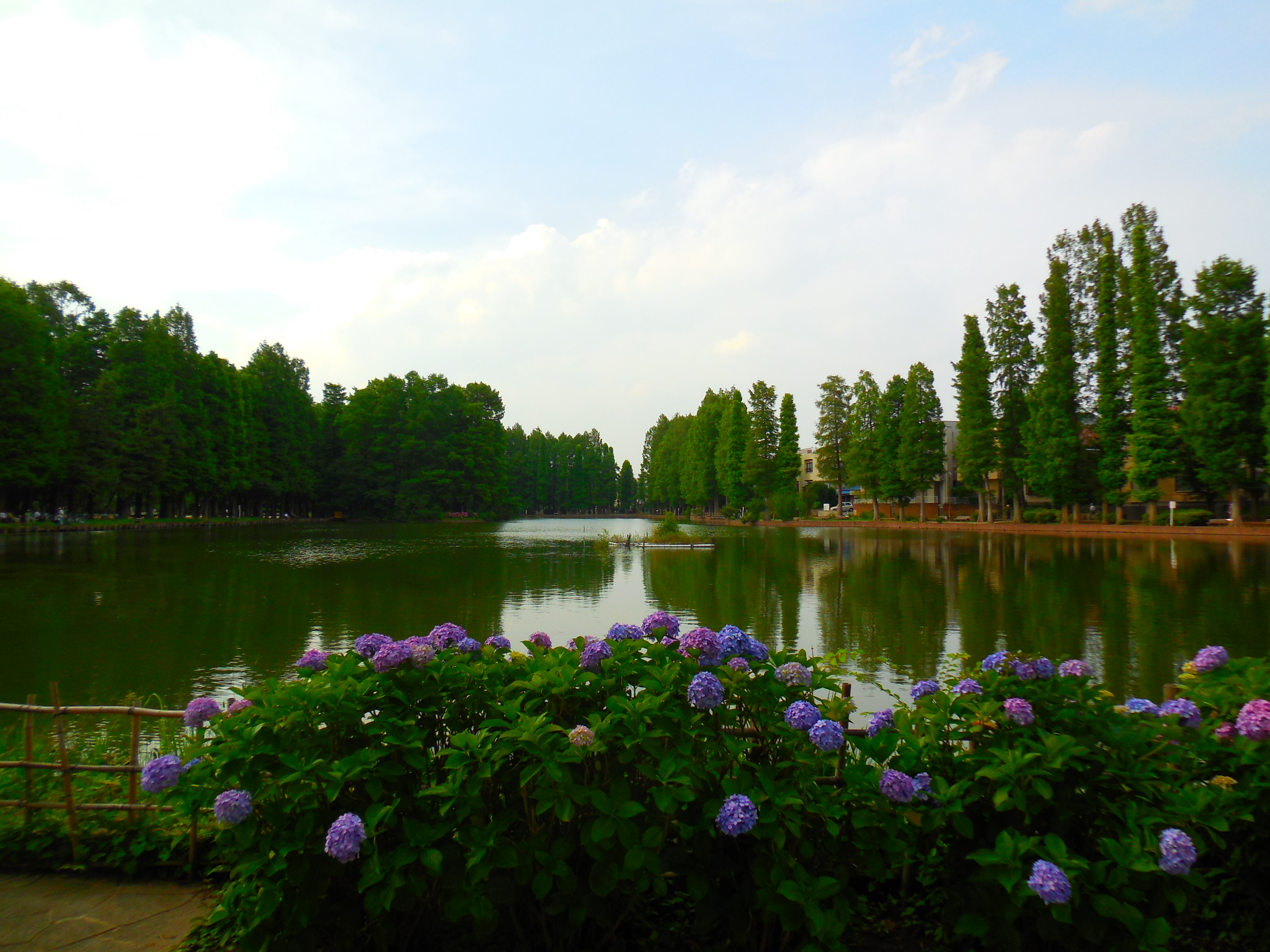
別所沼公園
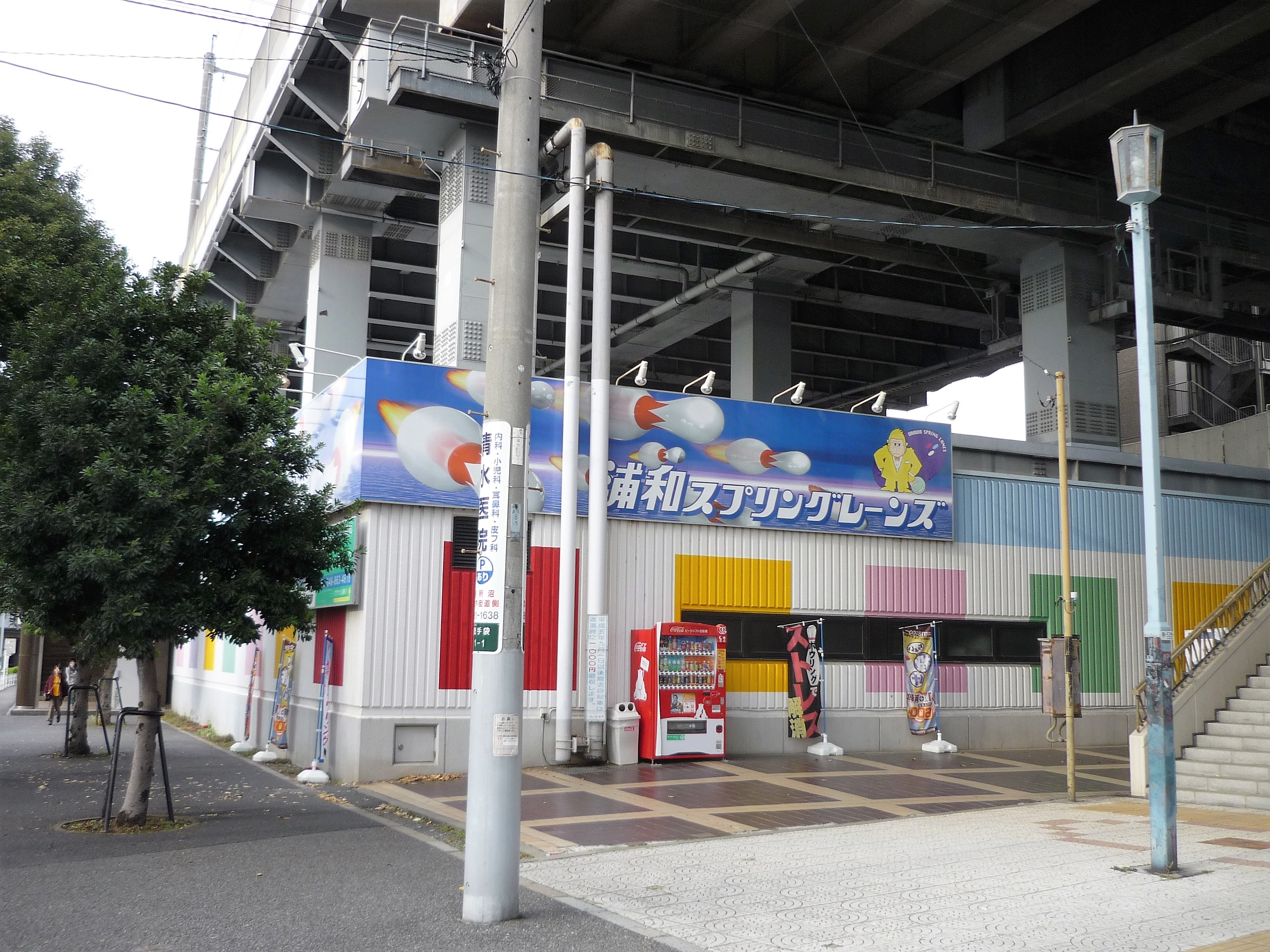
浦和スプリングレーンズ

## バス路線
当駅を発着するバス路線は、すべて国際興業バスが運行している。
高架下発着
- 1番のりば
  - 浦11：桜区役所行き
  - 浦11-2：西浦和車庫行き
  - 志01：志木駅東口行き
- 2番のりば
  - 浦11・浦11-2・志01：浦和駅西口行き

西口ロータリー発着
- 11番のりば
  - さいたま市桜区コミュニティバス：さいたま市民医療センター行き - 平日のみ運行

## 隣の駅
東日本旅客鉄道（JR東日本）
 埼京線
■通勤快速
通過
■快速・■各駅停車
武蔵浦和駅 (JA 21) - 中浦和駅 (JA 22) - 南与野駅 (JA 23)

### 記事本文

##### 広報資料・プレスリリースなど一次資料
1. ↑  “Suicaご利用可能エリアマップ（2001年11月18日当初）” (PDF).   東日本旅客鉄道. 2019年7月27日時点のオリジナルよりアーカイブ。2020年4月29日閲覧。

### 利用状況
1. ↑  埼玉県統計年鑑 - 埼玉県
2. ↑  さいたま市統計書 - さいたま市
3. ↑  “さいたま市／旧浦和市統計書”. www.city.saitama.jp. 2020年5月20日閲覧。

JR東日本の2000年度以降の乗車人員
1. ↑  各駅の乗車人員（2000年度） - JR東日本
2. ↑  各駅の乗車人員（2001年度） - JR東日本
3. ↑  各駅の乗車人員（2002年度） - JR東日本
4. ↑  各駅の乗車人員（2003年度） - JR東日本
5. ↑  各駅の乗車人員（2004年度） - JR東日本
6. ↑  各駅の乗車人員（2005年度） - JR東日本
7. ↑  各駅の乗車人員（2006年度） - JR東日本
8. ↑  各駅の乗車人員（2007年度） - JR東日本
9. ↑  各駅の乗車人員（2008年度） - JR東日本
10. ↑  各駅の乗車人員（2009年度） - JR東日本
11. ↑  各駅の乗車人員（2010年度） - JR東日本
12. ↑  各駅の乗車人員（2011年度） - JR東日本
13. ↑  各駅の乗車人員（2012年度） - JR東日本
14. ↑  各駅の乗車人員（2013年度） - JR東日本
15. ↑  各駅の乗車人員（2014年度） - JR東日本
16. ↑  各駅の乗車人員（2015年度） - JR東日本
17. ↑  各駅の乗車人員（2016年度） - JR東日本
18. ↑  各駅の乗車人員（2017年度） - JR東日本
19. ↑  各駅の乗車人員（2018年度） - JR東日本
20. ↑  各駅の乗車人員（2019年度） - JR東日本
21. ↑  各駅の乗車人員（2020年度） - JR東日本
22. ↑  各駅の乗車人員（2021年度） - JR東日本
23. ↑  各駅の乗車人員（2022年度） - JR東日本
24. ↑  各駅の乗車人員（2023年度） - JR東日本

埼玉県統計年鑑
1. ↑  埼玉県統計年鑑（平成12年）
2. ↑  埼玉県統計年鑑（平成13年）
3. ↑  埼玉県統計年鑑（平成14年）
4. ↑  埼玉県統計年鑑（平成15年）
5. ↑  埼玉県統計年鑑（平成16年）
6. ↑  埼玉県統計年鑑（平成17年）
7. ↑  埼玉県統計年鑑（平成18年）
8. ↑  埼玉県統計年鑑（平成19年）
9. ↑  埼玉県統計年鑑（平成20年）
10. ↑  埼玉県統計年鑑（平成21年）
11. ↑  埼玉県統計年鑑（平成22年）
12. ↑  埼玉県統計年鑑（平成23年）
13. ↑  埼玉県統計年鑑（平成24年）
14. ↑  埼玉県統計年鑑（平成25年）
15. ↑  埼玉県統計年鑑（平成26年）
16. ↑  埼玉県統計年鑑（平成27年）
17. ↑  埼玉県統計年鑑（平成28年）
18. ↑  埼玉県統計年鑑（平成29年）
19. ↑  埼玉県統計年鑑（平成30年）
20. ↑  埼玉県統計年鑑（令和元年）
21. ↑  埼玉県統計年鑑（令和2年）
22. ↑  埼玉県統計年鑑（令和3年）